# Friul-Veneza Júlia
Friul-Veneza Júlia ou Friul-Venécia Juliana (em italiano: Friuli-Venezia Giulia) é uma região da Itália dividida em quatro províncias: Údine, Pordenone, Gorizia e Trieste. Historicamente, a região é formada pelo Friul e pela Veneza Júlia.
A região tem 7 845 km² e 1 milhão e 200 mil habitantes. A antiga capital do Friul é Údine, cidade que já foi sede do patriarca de Aquileia; a atual capital é Trieste. Centros importantes, além de Údine, são: Pordenone, Cividale del Friuli, Codroipo, Latisana, Cervignano del Friuli e Sacile.
A região é limitada a norte pela Áustria, a sul e a este pela Eslovénia e a oeste pela região italiana do Veneto. No extremo norte da região fica a fronteira tripla Itália-Áustria-Eslovénia.

## Administração
A região do Friul-Veneza Júlia é uma região autónoma instituída em 31 de janeiro de 1963.
Esta região é composta das seguintes províncias:

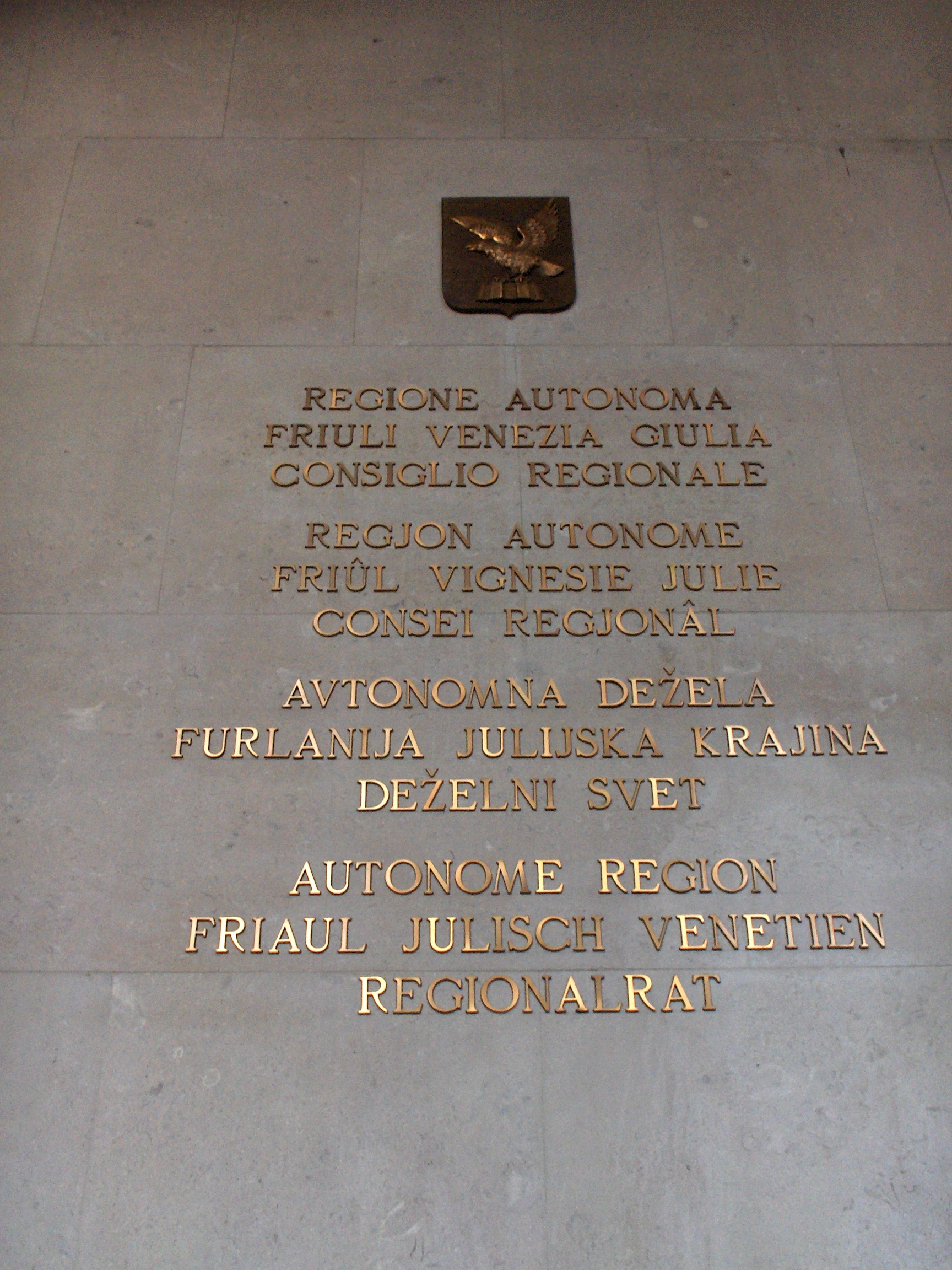
Placa em todas as línguas oficiais da região no Conselho Regional, em Trieste.

- Gorizia
- Pordenone
- Trieste
- Údine

## Línguas
Na maior parte do território da região fala-se, além do italiano, a língua friulana. Estão presentes também minorias de língua vêneta na parte ocidental, de língua alemã no Val Canale, na fronteira com a Áustria, e de língua eslovena no Vale do Torre e do Natisone.